# Clinton Gutherson

a Compétitions nationales et continentales officielles uniquement.

b Matchs officiels uniquement.
Clinton Gutherson, né le 9 septembre 1994 à Mona Vale (Australie), est un joueur de rugby à XIII australien évoluant au poste d'ailier, de centre, d'arrière ou de demi de mêlée. Il fait ses débuts en National Rugby League (« NRL ») avec les Sea Eagles de Manly-Warringah lors de la saison 2013. Ne parvenant pas à y devenir titulaire, il décide de rejoindre les Eels de Parramatta en 2016 où il finit par s'y imposer d'abord au poste d'ailier puis au poste de demi d'ouverture.

## Biographie
Clinton Gutherson fait sa formation au rugby à XIII au sein des équipes jeunes des Sea Eagles de Manly-Warringah avec qui il signe son premier contrat professionnel en 2012. Grand espoir du club, il parfait sa formation avec l'équipe réserve en Coupe de Nouvelle-Galles du Sud et dispute quelques matchs de National Rugby League en 2013 et 2014. La saison 2015 le voit entamer la première rencontre de la saison en remplacement de Steve Matai blessé. Toutefois, après treize minutes de match, Gutherson se blesse gravement en se rompant les ligaments croisés de son genou mettant un terme à sa saison 2015.
Bien qu'il signe une prolongation de contrat courant 2015, celle-ci est rompu en fin d'année en raison de la pression sur le plafond salariale de Manly-Warringah, Gutherson  est désormais agent libre. Ce sont les Eels de Parramatta qui parviennent à le recruter avec un contrat de deux ans. Gutherson est alors titulaire et cadre de l'équipe en NRL. Polyvalent, il évolue entre les postes d'arrière, ailier, de centre et de demi d'ouverture. C'est finalement au poste d'arrière qu'il se pérennise.

## Palmarès
- Collectif :
  - Vainqueur de la Coupe du monde de rugby à neuf : 2019 (Australie).
  - Finaliste de la National Rugby League : 2013 (Manly-Warringah) et 2022 (Parramatta).

- Individuel :
  - Elu meilleur arrière de la National Rugby League : 2020 (Parramatta).

### En club

#### Statistiques
| Saison | Club                       | Compétition           | Matchs | Points | Essais | Goals | Drops |
| ------ | -------------------------- | --------------------- | ------ | ------ | ------ | ----- | ----- |
| 2013   | Manly-Warringah Sea Eagles | National Rugby League | 1      | 4      | 1      | -     | -     |
| 2014   | Manly-Warringah Sea Eagles | National Rugby League | 3      | 12     | 3      | -     | -     |
| 2015   | Manly-Warringah Sea Eagles | National Rugby League | 1      | -      | -      | -     | -     |
| 2016   | Parramatta Eels            | National Rugby League | 24     | 22     | 5      | 1     | -     |
| 2017   | Parramatta Eels            | National Rugby League | 18     | 142    | 11     | 49    | -     |
| 2018   | Parramatta Eels            | National Rugby League | 19     | 44     | 6      | 10    | -     |
| 2019   | Parramatta Eels            | National Rugby League | 26     | 32     | 8      | -     | -     |
| 2020   | Parramatta Eels            | National Rugby League | 22     | 65     | 10     | 12    | 1     |
| 2021   | Parramatta Eels            | National Rugby League | 0      | -      | -      | -     | -     |